# 가미오고촌
가미오고촌(上淡河村)은 일본 효고현 미노군에 설치되었던 촌이다. 현재의 고베시 기타구의 일부에 해당한다.